# Spasmodische dysfonie
Spasmodische dysfonie is een vorm van dystonie die zich uit in een verkrampte spraak, waarbij de patiënt meestal ervaart dat het veel moeite kost om te spreken.
De oorzaak van spasmodische dysfonie is onbekend. Het komt vaker voor bij vrouwen dan bij mannen en meestal uit het zich tussen het 30ste en 50ste levensjaar.
Meestal wordt in de behandeling begonnen met logopedie. Ook wordt soms de oorzaak gezocht in psychologische problemen maar ook dit levert meestal weinig tot geen verbetering op.
De belangrijkste theorie voor het moeilijk stemgeven is een verkramping van de stembandspieren, waardoor deze zo strak tegen elkaar worden gedrukt dat geluid maken heel moeilijk wordt.
Auditief waarneembare symptomen bevinden zich in:
- stemklank en stemkwaliteit
- toonhoogte en luidheid
- resonantie, articulatie en prosodie
- de keel schrapen, frequent hoesten, vocale tics

De meest toegepaste behandelingsvorm is injecties met botulinetoxine. Deze injecties worden rechtstreeks in de stembanden gedaan, waardoor de spier gedeeltelijk verlamd wordt. Dit geeft vervolgens een tijdelijke vermindering van de spierspanning, zodat geluid gemakkelijker kan worden gemaakt. Nadeel van deze behandeling is dat het effect slechts tijdelijk is zodat de injecties (die poliklinisch worden geplaatst) elke vier maanden moeten worden herhaald - soms vaker, soms met wat grotere tussenpozen.
Een alternatief voor de botulinetoxine behandeling is het doorsnijden van de spier van de stemband. De pees van de stemband wordt intact gelaten. De operatie wordt uitgevoerd met een koolstofdioxidelaser. Net als bij een botulinetoxine is het effect dat de spier wordt verlamd. Deze behandeling wordt nog op weinig plaatsen toegepast. Voordeel van deze behandeling dat geen herhaling nodig is.
Een bekende Nederlandse lijder aan spasmodische dysfonie is Sjors Fröhlich, die in 2008 als gevolg van deze ziekte zijn baan als radiopresentator moest verruilen voor een baan achter de schermen. Sinds een operatie kan hij weer beter spreken.